# Ypirangathemis calverti
Ypirangathemis calverti is een libellensoort uit de familie van de korenbouten (Libellulidae), onderorde echte libellen (Anisoptera).
De wetenschappelijke naam Ypirangathemis calverti is voor het eerst geldig gepubliceerd in 1945 door Santos.